# Mount Hopeless (berg i Australien, Victoria)
Mount Hopeless är ett berg i Australien. Det ligger i regionen East Gippsland och delstaten Victoria, omkring 260 kilometer öster om delstatshuvudstaden Melbourne. Toppen på Mount Hopeless är 991 meter över havet, eller 493 meter över den omgivande terrängen. Bredden vid basen är 7,5 km.
Trakten runt Mount Hopeless är nära nog obefolkad, med mindre än två invånare per kvadratkilometer.. Närmaste större samhälle är Swifts Creek, nära Mount Hopeless. 
I omgivningarna runt Mount Hopeless växer i huvudsak städsegrön lövskog. Genomsnittlig årsnederbörd är 1 071 millimeter. Den regnigaste månaden är juni, med i genomsnitt 164 mm nederbörd, och den torraste är juli, med 43 mm nederbörd.